# بيني ميدينا
بيني ميدينا (بالإنجليزية: Benny Medina)‏ هو مدير مواهب أمريكي، ولد في 24 يناير 1958 في الولايات المتحدة.

## وصلات خارجية
- بيني ميدينا على موقع IMDb (الإنجليزية)
- بيني ميدينا على موقع ميوزك برينز (الإنجليزية)
- بيني ميدينا على موقع ديسكوغز (الإنجليزية)
- بيني ميدينا على موقع قاعدة بيانات الفيلم (الإنجليزية)